# Кубок європейських чемпіонів 1957—1958
Кубок європейських чемпіонів 1957—1958 — третій сезон Кубка європейських чемпіонів, головного європейського клубного турніру. Втретє його переможцем став Реал (Мадрид), за три роки проведення турніру ця команда залишається єдиною, кому вдавалось виграти кубок.

### Перший раунд
| Команда 1         | Заг.    | Команда 2               | 1-й матч | 2-й матч |
| ----------------- | ------- | ----------------------- | -------- | -------- |
| Севілья           | 3:1     | Бенфіка                 | 3:1      | 0:0      |
| Орхус             | 3:0     | Гленавон                | 0:0      | 3:0      |
| ЦДНА (Софія)      | 3:7     | Вашаш (Будапешт)        | 2:1      | 1:6      |
| Гвардія (Варшава) | 4:4 1:1 | Вісмут Карл-Маркс-Штадт | 3:1      | 1:3      |
| Шемрок Роверс     | 2:9     | Манчестер Юнайтед       | 0:6      | 2:3      |
| Стад Дюделанж     | 1:14    | Црвена Звезда           | 0:5      | 1:9      |
| Рейнджерс         | 4:3     | Сент-Етьєн              | 3:1      | 1:2      |
| Мілан             | 6:64:2  | Рапід (Відень)          | 4:1      | 2:5      |

 1 — Вісмут Карл-Маркс-Штадт вийшов у наступний раунд за результатами жеребкування шляхом підкидання монети.

### Другий раунд
| Команда 1               | Заг.   | Команда 2        | 1-й матч | 2-й матч |
| ----------------------- | ------ | ---------------- | -------- | -------- |
| Антверпен               | 1:8    | Реал Мадрид      | 1:2      | 0:6      |
| Севілья                 | 4:2    | Орхус            | 4:0      | 0:2      |
| Вісмут Карл-Маркс-Штадт | 1:4    | Аякс (Амстердам) | 1:3      | 0:1      |
| Янґ Бойз (Берн)         | 2:3    | Вашаш (Будапешт) | 1:1      | 1:2      |
| Манчестер Юнайтед       | 3:1    | Дукла (Прага)    | 3:0      | 0:1      |
| Норрчепінг              | 3:4    | Црвена Звезда    | 2:2      | 1:2      |
| Боруссія (Дортмунд)     | 5:53:1 | КЦА (Бухарест)   | 4:2      | 1:3      |
| Рейнджерс               | 1:6    | Мілан            | 1:4      | 0:2      |

### Чвертьфінали
| Команда 1           | Заг. | Команда 2        | 1-й матч | 2-й матч |
| ------------------- | ---- | ---------------- | -------- | -------- |
| Реал Мадрид         | 10:2 | Севілья          | 8:0      | 2:2      |
| Аякс                | 2:6  | Вашаш (Будапешт) | 2:2      | 0:4      |
| Манчестер Юнайтед   | 5:4  | Црвена Звезда    | 2:1      | 3:3      |
| Боруссія (Дортмунд) | 2:5  | Мілан            | 1:1      | 1:4      |

### Півфінали
| Команда 1         | Заг. | Команда 2        | 1-й матч | 2-й матч |
| ----------------- | ---- | ---------------- | -------- | -------- |
| Реал Мадрид       | 4:2  | Вашаш (Будапешт) | 4:0      | 0:2      |
| Манчестер Юнайтед | 2:5  | Мілан            | 2:1      | 0:4      |

### Фінал
| 28 травня 1958 |

| Реал (Мадрид)                       | 3:2 дч | Мілан                     |
| ----------------------------------- | ------ | ------------------------- |
| Ді Стефано 74' Ріаль 79' Хенто 107' |        | Скьяффіно 59' Грільйо 78' |

| Ейзель, Брюссель Глядачів: 67 000 Арбітр: Альбер Алстеен |

| «Реал» (Мадрид) | «Мілан» |

| ВР            | 1  | Хуан Алонсо         |
| ЗХ            | 2  | Анхель Атієнса      |
| ЗХ            | 5  | Хосе Сантамарія     |
| ЗХ            | 3  | Рафаель Лесмес      |
| ПЗ            | 4  | Хуан Сантістебан    |
| ПЗ            | 6  | Хосе Саррага        |
| НП            | 7  | Хосе Іглесіас       |
| НП            | 8  | Раймон Копа         |
| НП            | 9  | Альфредо Ді Стефано |
| НП            | 10 | Ектор Ріал          |
| НП            | 11 | Франсиско Хенто     |
| Тренер:       |    |                     |
| Луїс Карнілья |    |                     |

| ВР             | 1  | Нарцисо Сольдан    |
| ЗХ             | 2  | Альфіо Фонтана     |
| ЗХ             | 4  | Ерос Беральдо      |
| ЗХ             | 6  | Луїджі Радіче      |
| ЗХ             | 3  | Чезаре Мальдіні    |
| ПЗ             | 8  | Нільс Лідхольм     |
| ПЗ             | 5  | Маріо Бергамаскі   |
| ПЗ             | 10 | Ернесто Грільйо    |
| НП             | 7  | Джанкарло Данова   |
| НП             | 9  | Альберто Скьяффіно |
| НП             | 11 | Ернесто Кукк'яроні |
| Тренер:        |    |                    |
| Джузеппе Віані |    |                    |